# 7360 Моберг
7360 Моберг (7360 Moberg) — астероїд головного поясу, відкритий 30 січня 1996 року.
Тіссеранів параметр щодо Юпітера — 3,614.